# グリエルモ・チアルディ
グリエルモ・チアルディ(Guglielmo Ciardi,1842年9月13日 - 1917年10月5日）はイタリアの風景画家である。

## 略歴
ヴェネツィアで役人の息子に生まれた。18歳の時ヴェネツィア美術アカデミーに入学し、1866年に展覧会に出展した。1868年にイタリア各地を旅し、フィレンツェを最初に訪れ、フィレンツェで活動していた「マッキア派」の画家たちと交流し、その後、ローマ、ナポリに旅し、ナポリではナポリ近郊の海岸の町、ポジッリポ(Posillipo) で活動する風景画家のグループ、「ポジッリポ派」や「レジーナ派」の芸術家やと交流した。ナポリではフランスでバルビゾン派の中で活動してきたフィリッポ・パリッチとも知り合った。マッキア派の画家との交流でアカデミック美術から離れ、印象派に影響を受けたスタイルでえがくようになった。
1868年にヴェネツィアに戻り、アカデミーや美術振興協会(Società Promotrice di Belle Arti)の展覧会に毎年、出展し、1870年代と1880年代には、ミラノ、トリノ、ジェノヴァ、フィレンツェ、ナポリの展覧会にも出展した。
1894年にヴェネツィア美術アカデミーの風景画の教授に任じられその職を亡くなるまで続けた。
息子のベッペ・チアルディ(Beppe Ciardi:1875–1932)、娘のエンマ・チアルディ(Emma Ciardi:1879–1933) も画家になった。

## 作品

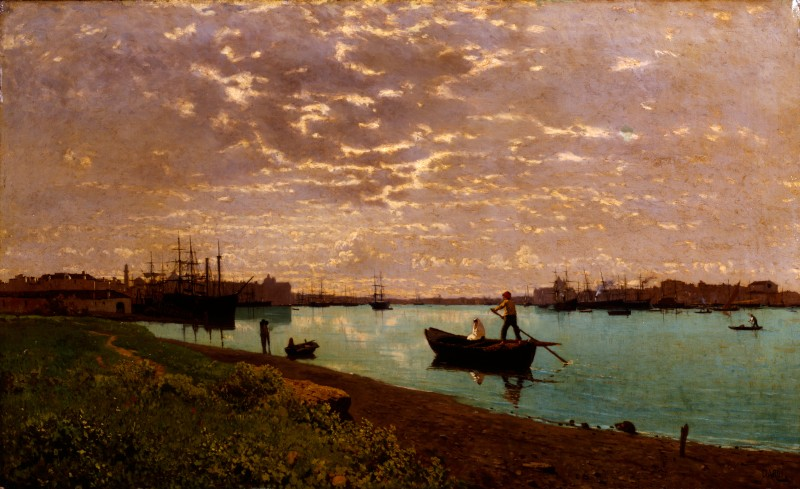
ジュデッカ運河の朝(1881)
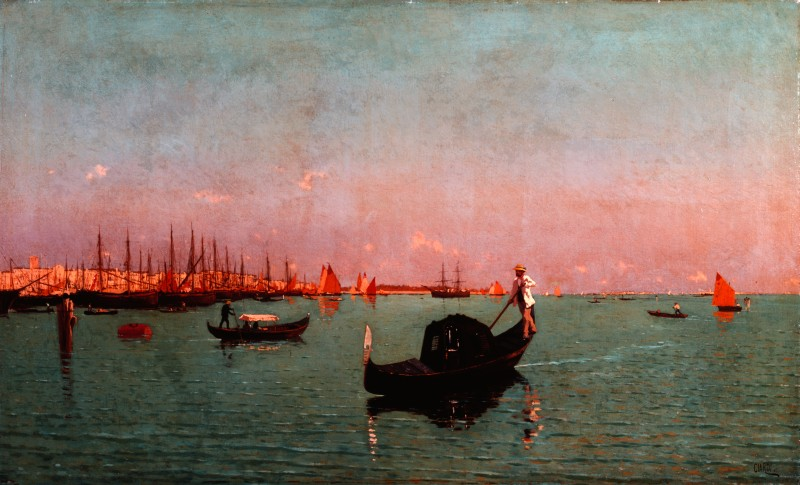
ヴェネツィアのゴンドラ
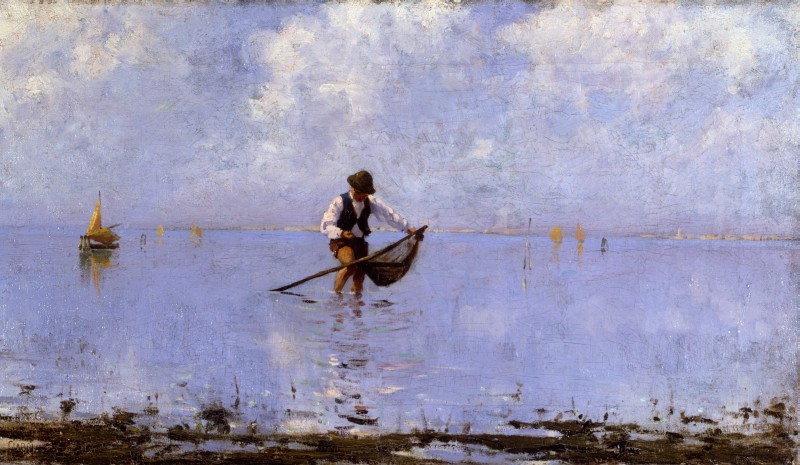
ヴェネツィアのラグーンの漁師
ジュデッカ
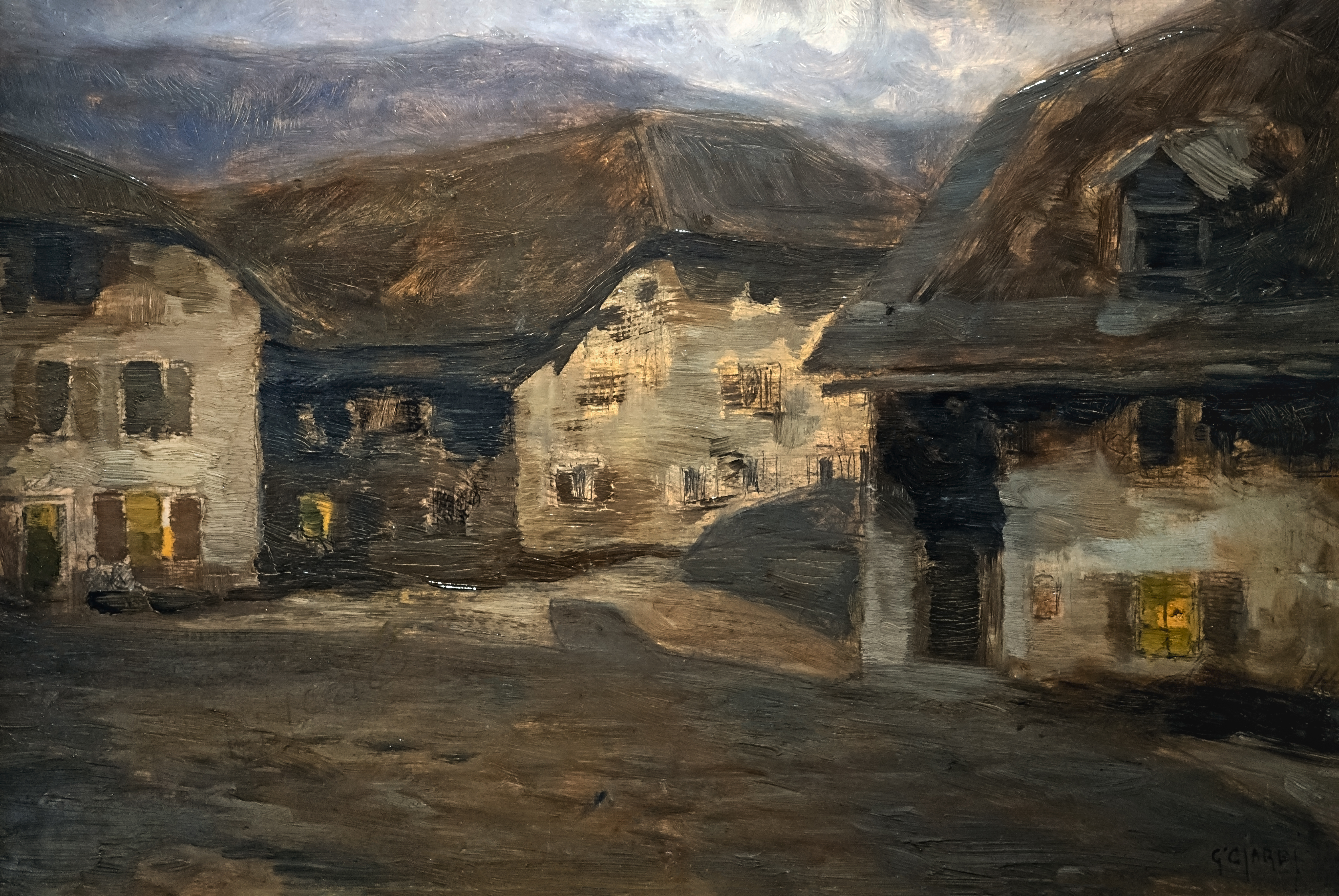
アジアーゴの山と農家
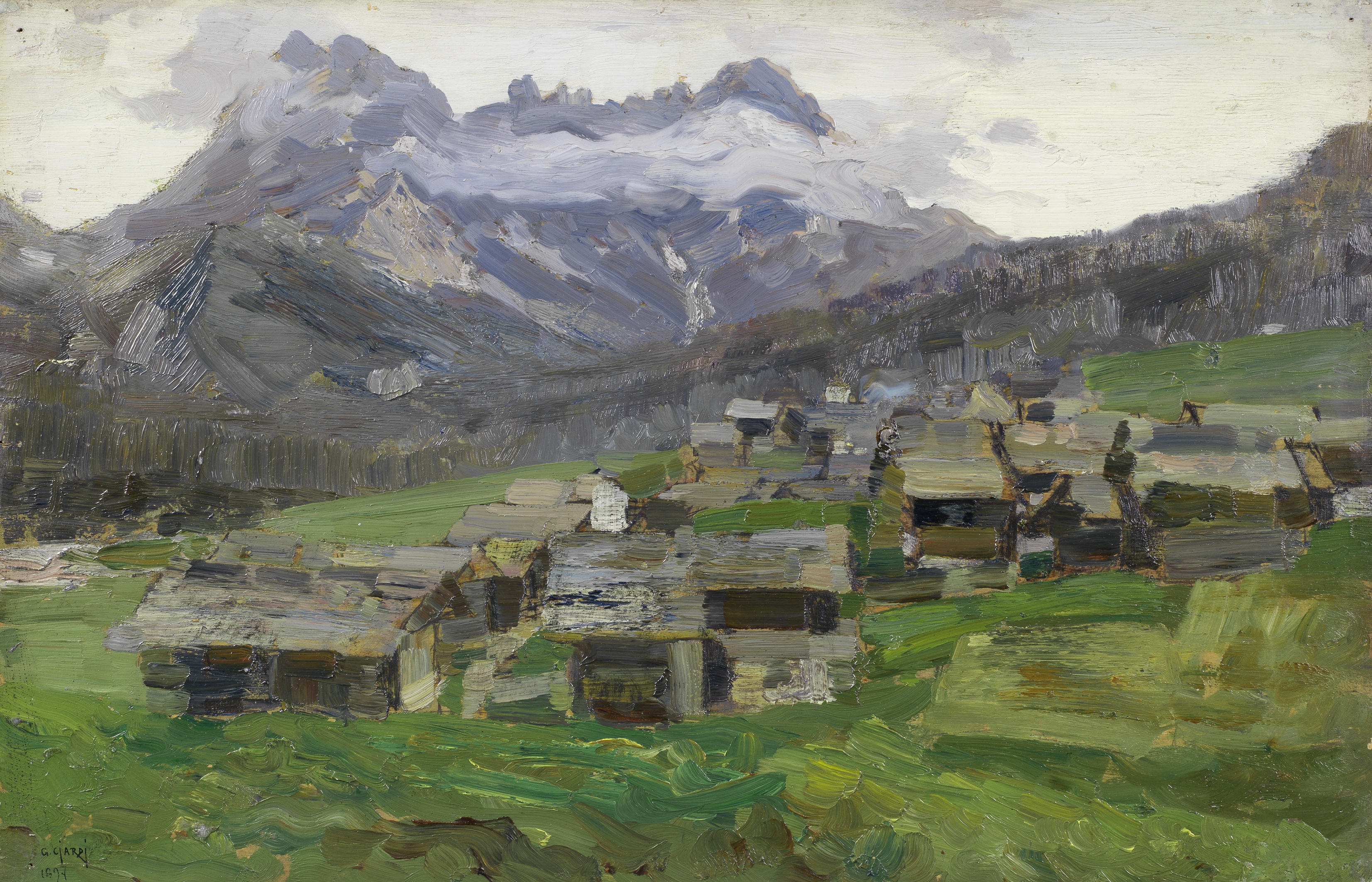
Conca di Sappada con le Terze(1897)